# 92 км (селище)
92 км — станційне селище, у Вятському сільському поселенні Омутнінського району Кіровської області, Росія. Населення — 5 осіб (2010, 10 осіб у 2002 ).
Національний склад станом на 2002 рік — росіяни 100 %.